# Kepinski (cráter)
Kepinski es un cráter de impacto situado en la cara oculta de la Luna. Se encuentra al noroeste del cráter más grande Vernadskiy, y al noreste de Meggers.
|  |

Kepinski tiene un borde exterior que está erosionado en sus márgenes debido a impactos posteriores, especialmente en el lado suroeste, y las paredes interiores son relativamente lisas. El suelo está ocupado de manera prominente por un cráter concéntrico en forma de cuenco. Este elemento está ligeramente desplazado hacia el noroeste del punto medio de Kepinski, con un diámetro algo menor que la mitad del de Kepinski, aunque también presenta una pequeña rampa exterior.

## Cráteres satélite
Por convención estos elementos son identificados en los mapas lunares poniendo la letra en el lado del punto medio del cráter que está más cercano a Kepinski.
|          | \| Kepinski \| Coordenadas \| Diámetro \| \| -------- \| ------------------------------ \| -------- \| \| C \| 30°12′N 128°00′E / 30.2, 128.0 \| 20 km \| \| N \| 26°36′N 126°12′E / 26.6, 126.2 \| 40 km \| \| W \| 30°06′N 124°54′E / 30.1, 124.9 \| 25 km \| |          |
| Kepinski | Coordenadas | Diámetro |
| C        | 30°12′N 128°00′E / 30.2, 128.0 | 20 km    |
| N        | 26°36′N 126°12′E / 26.6, 126.2 | 40 km    |
| W        | 30°06′N 124°54′E / 30.1, 124.9 | 25 km    |